# Cúmulo abierto M25
El Cúmulo abierto M25 (también conocido como Objeto Messier 25 o IC 4725) es un cúmulo abierto en la constelación de Sagitario. Fue descubierto por Philippe Loys de Chéseaux en 1745 e incluido en la lista de Charles Messier en 1764.
M25 está a una distancia aproximada de 2.000 años luz respecto la Tierra. La dimensión espacial de este cúmulo es de aproximadamente 19 años luz de un extremo a otro. Una estrella variable del tipo Delta Cefeida llamada U Sagittarii es miembro de este cúmulo.